# District de Saint-Girons
Le district de Saint-Girons était une division administrative française du département de l'Ariège de 1790 à 1795.

## Composition
Il était composé de 7 cantons : Castillon, Massat, Oust, Rimont, Saint-Girons, Saint-Lizier et Sainte-Croix.
Quatre communes passèrent à la Haute-Garonne en 1791 : Ausseing, Belbèze, Cassagne et Marsoulas.